# Nusco
Nusco (Nùscu in dialetto irpino) è un comune italiano di 3 797 abitanti della provincia di Avellino in Campania.

## Geografia fisica

### Territorio
Il centro di Nusco è situato su un monte tra Montella e Lioni, lungo la linea spartiacque appenninica tra l'alto corso dell'Ofanto (tributario del mar Adriatico) e l'alto corso del Calore Irpino (tributario del mar Tirreno tramite il Volturno in cui si immette).
È definito il balcone dell'Irpinia, poiché dagli spalti del suo castello diruto o dai viali che costeggiano il paese si può ammirare un ampio panorama il cui orizzonte spazia dal massiccio del Vulture alla cima del Montagnone di Nusco, al Terminio, al Partenio, al Taburno, al Matese e verso i Monti Dauni.
È il terzo tra i comuni più alti della provincia di Avellino (dopo Trevico e Guardia Lombardi).

### Clima
- Classificazione climatica: zona E, 2695 GR/G

## Storia
Nella seconda metà del secolo XI, Nusco acquistò il titolo di "civitas" o perché città ducale o perché eretta a sede vescovile. Ne fu primo vescovo sant'Amato, nativo del luogo, che ancora oggi ne è il patrono; in cattedrale si conservano le sue sacre ossa e la Chartula Iudicati, del settembre 1093, scritta in caratteri longobardi beneventani.
Durante il Medioevo il castello di Nusco fu una fortezza sicura e diede protezione e riparo a Guglielmo, ultimo duca di Puglia, nel 1122, e a Manfredi, nel 1254.

### La famiglia De' Giamvilla feudataria di Nusco
Primo esponente della dinastia dei De' Giamvilla fu Filippo De' Giamvilla, chiamato per vezzeggiativo Filippotto; suo tutore fu lo zio paterno Giovanni, che esercitò il suo ufficio per un triennio. Nel 1299 quest’ultimo si allontanò da Nusco per la Guerra di Sicilia, conclusasi con la pace di Caltabellotta e, successivamente, passò in Francia alla corte di Filippo IV di Francia, detto “il Bello”. Subentrò, quindi, la madre di Filippotto, ma anche questa dovette lasciare il figlio, poiché obbligata dal re a sposarsi con il nobile Rinaldo Dammartin. Il feudo di Nusco divenne così una succursale del Re e ciò ebbe gravi conseguenze per la situazione politico-economica: in seguito all’aumento delle tasse, vi fu un aumento della miseria del quale risentì molto la classe dei sacerdoti compreso don Ponzio, rettore della cappella del castello dedicata a san Pietro, nonché aio di Filippo De' Giamvilla. Quest'ultimo, compresa la situazione di disagio del suo feudo, fece ricorso al principe di Taranto per eliminare le contese fra Nusco, Montella e Cassano; divenuto poi maggiorenne, incrementò lo scambio commerciale fra i Nuscani e i cittadini dei paesi di confine sul Ponte Calore ottenendo dal Re, nel 1308, un pubblico mercato da tenere nel giovedì di ogni settimana a Ponteromito.
Nel 1311 Filippo De Giamvilla fu costretto dal re Roberto d'Angiò ad unirsi in matrimonio con Ilaria De Souz, unione che garantì al feudo di Nusco la protezione reale. Ilaria cadde in odio ai nuscani i quali, nel 1311, esplosero in una aperta ribellione in cui perse la vita Riccardo Parler, vicario feudale. Il re Roberto, pertanto, in difesa della contessa innalzò il De’ Giamvilla alle cariche più alte dello Stato. Filippotto venne nominato giustiziere di Terra di Lavoro e del Molise, nonché capitano generale della Provincia; morì il 20 agosto 1315.  Dopo la morte del marito, Ilaria De Souz sposò Benedetto Caetani ma, divenuta vedova anche di quest’ultimo, sposò Tommaso III De Aquino, che divenne nuovo signore di Nusco, consigliere e regio familiare.
Nel 1329 Ilaria nominò suo vicario Nicola De Ginestra, suscitando il malcontento tra i bagnolesi, che lo uccisero e saccheggiarono le campagne. Tutto ciò comportò il ritorno di vecchie contese per gli usi civici sul bosco Pantàno: i comuni di Nusco, Montella e Cassano si appellarono al giustiziere, il quale tuttavia accusò i nuscani di aver danneggiato gli alberi di grosso fusto. Tale comportamento spinse i due coniugi a provvedere, in particolare chiedendo al re che il bosco fosse diviso; il re accolse la richiesta.
Dopo la morte della moglie Ilaria, nel 1334, Tommaso sopravvisse per un altro lustro. Successivamente, il feudo passò direttamente a Nicola II (nipote di Ilaria, detto Nicoluccio), erede di Nicola I, trucidato presso Bonefro nel mese di luglio del 1335. Di Nicoluccio fu tutrice la madre, Giovanna Del Balzo la quale, poco esperta di amministrazione, chiese ed ottenne la collaborazione del conte di Terranova (anch'egli di nome Nicola) e di un rappresentante della Regia corte, Giovanni de la Haye. Il 14 agosto 1335 Amelio Del Balzo, giustiziere di Principato Ultra, venne nominato contutore e, nello stesso periodo, furono uccisi gli assassini del marito di Giovanna Del Balzo e i mandanti furono identificati con Bartolomeo e Manfredi Monforte, rispettivamente signore di Fontanarosa e signore di Santa Croce del Sannio, nemici del De' Giamvilla. Nicoluccio, dopo essere rimasto orfano in età infantile, divenne paggio presso la Corte, dei sovrani Andrea d'Ungheria e Giovanna I, successori del Re Roberto. Divenuto maggiorenne, Nicoluccio lasciò la corte, per poi ritornarvi per desiderio della regina; quest'ultima, infatti, lo invitò a partecipare alla congiura contro Andrea e a militare nella guerra contro Luigi I d'Ungheria, nel frattempo sceso in Italia. Quando questi, per intercessione di Clemente VI, tornò nel suo Stato, Nicoluccio indusse i feudatari delle due province di cui era Giustiziere a sollevarsi contro i nemici dei sovrani.
Nel 1350 lo stesso Clemente, preoccupato per i dissensi sorti tra Giovanna e il secondo marito (Luigi di Taranto), si rivolse ai feudatari più potenti ed influenti affinché essi si impegnassero a ottenere la pace; tra di essi, vi era Nicola De' Giamvilla, conte di Sant'Angelo e signore di Nusco. Successivamente, in seguito ad un decreto reale, Nicoluccio dovette esigere in qualità di Giustiziere un'imposta addizionale da impiegarsi nelle spese per la repressione dei briganti; Nicola si ritirò nel castello di Nusco ma la pace fu ben presto interrotta dalla morte della madre che, addolorata per la mancata riconoscenza da parte dei sovrani nei confronti del figlio, si era ritirata a Napoli. La donna fu sepolta nella tomba di famiglia nella basilica di San Lorenzo Maggiore. Nicola, nell’apparente serenità che gli offriva il castello di Nusco, maturò l'idea di dover contrastare i briganti servendosi del loro aiuto; si trattava di una banda operante nei territori feudali di Nusco e in quelli vicini, capeggiata dal nuscano Mariotto. Alla banda, chiamata Stella Rossa, Nicoluccio offrì protezione nei boschi del suo feudo; Mariotto, diventato più potente, interruppe le comunicazioni fra la Puglia e Napoli, per poi essere condannato alla forca dalla regina. L'epilogo turbò Nicoluccio, il quale si ritirò nel convento dell'Ordine di Sant'Agostino  assumendo il nome di fra' Giancola. Egli morì nel 1404, dopo aver ceduto il feudo al fratello Amelio de Giamvilla. Dopo di lui si susseguirono diversi feudatari e l'ultima fu Ilaria de Giamvilla, che morì nel 1522.

### Epoca moderna
La peste del 1656, che uccise più di un terzo dei suoi abitanti, diede un duro colpo allo sviluppo della sua popolazione. Nel quadriennio 1743-46 il suo territorio fu soggetto alla giurisdizione del regio consolato di commercio di Ariano, nell'ambito della provincia di Principato Ultra. Dal secolo XII al 1806 in Nusco si avvicendarono feudatari appartenenti alle famiglie più illustri del Regno di Napoli, tra le quali i De Tivilla, i D'Aquino, i De Gianvilla e gli Imperiale. La storia civile della cittadina, comunque, è strettamente legata a quella ecclesiastica, in quanto, essa, nel complesso, è strettamente correlata alla presenza di vescovi piuttosto che a quella dei feudatari. Sulla cattedrale vescovile, infatti, si sono succeduti almeno 67 vescovi, tutti storicamente accertati. Grazie alla loro opera vi è fiorito un seminario diocesano, dove hanno ricevuto la loro istruzione giovani di ogni parte della provincia, spesso distintisi sia in campo ecclesiastico sia civile. Nei locali del seminario vi è un'antica biblioteca, ricca di volumi, aperta a tutti. Di notevole interesse storico, inoltre, è l'archivio della curia vescovile. Dell'antico castello longobardo si conservano soltanto poche mura fra cui spiccano i resti imponenti della torre e dei lati esposti a settentrione. Recenti scavi hanno portato alla luce affreschi difficilmente databili ed attualmente allo studio della Sovrintendenza ai beni ambientali.

### Simboli
Lo stemma del comune di Nusco è documento già dal 1553 ed è stato riconosciuto con decreto del capo del governo del 23 dicembre 1942.
I monti e l'albero sono elementi ricorrenti nell'araldica irpina e rappresentano il territorio nuscano, la cittadina è detta "Balcone d'Irpinia"; il serpente simboleggia la fatica per aver ottenuto qualcosa con molta difficoltà, nonché per l'astuzia e la prudenza (Gesù consigliava ai primi cristiani di imitarlo in questo), il concetto è ribadito dalla frase Latina , aggiunta di recente, Prudens sicut serpens, tratta dalla Seconda Lettera ai Corinzi (11.3): «Però, come il serpente ingannò Eva con la sua scaltrezza, così io temo che anche i vostri pensieri si corrompano e perdano della loro sincerità verso Cristo.»
Il gonfalone è un drappo di bianco.

## Monumenti e luoghi d'interesse

### Architetture religiose

#### La Concattedrale

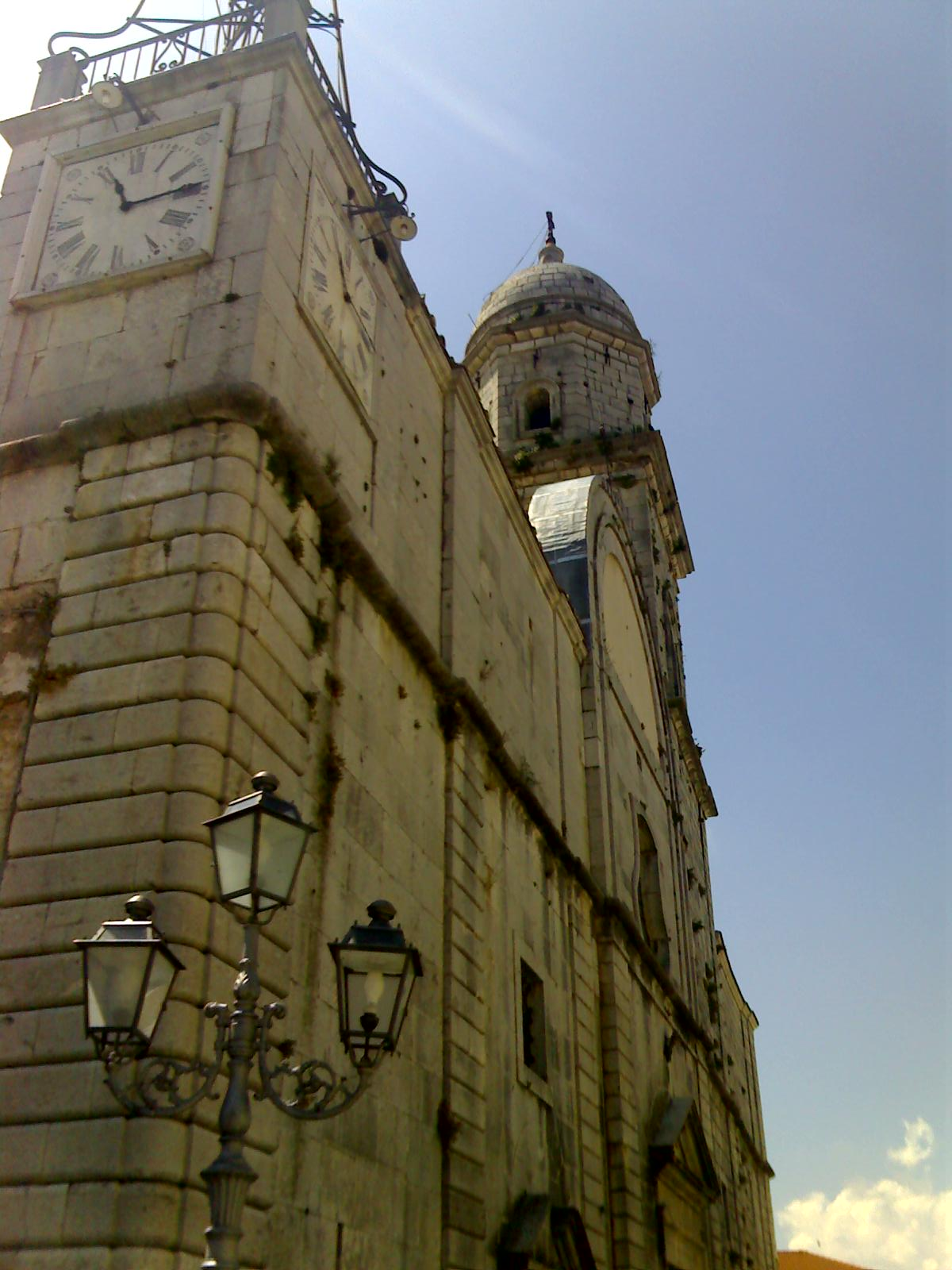
Cattedrale di Nusco

L'ampia Cattedrale presenta una maestosa facciata di stile composito, costituita da grossi massi di pietra locale, debitamente squadrati e sistemati in epoche diverse nel rispetto del progetto originario.
L'attuale facciata con il maestoso campanile furono edificati nel 1521 a spese dell'Università in seguito ad un accordo, fortemente voluto da Geronima Brancaccio e Marino De Aczia, tra il clero e l'amministrazione civica: il clero rinunciò allo jus tumuli, una somma di danaro da versare per ogni tumulazione dei defunti nei sotterranei della cattedrale (tumulazione riservata quindi soltanto a chi poteva pagare questo diritto), in cambio l'Università a proprie spese edificò l'attuale facciata della chiesa ed il campanile. In base a questo accordo il clero avrebbe continuato a proprie spese la manutenzione delle sepolture sotto la cattedrale, mentre l'Università si sarebbe fatta carico della manutenzione del campanile; inoltre due delle tre campane, la più grande e la mezzana, sarebbero state installate a spese dell'Università mentre la più piccola a spese del clero. 
Da allora per le tumulazioni dei cadaveri non venivano più utilizzati gli accessi ai sotterranei presenti all'interno della Cattedrale, ma veniva utilizzato un accesso esterno presente sul lato sud della facciata per la cui chiusura venne utilizzata un'edicola funeraria di età presumibilmente romana: l'edicola rappresenta tre soggetti i cui volti sono del tutto cancellati, probabilmente per i numerosi ribaltamenti della scultura necessari all'apertura dei sotterranei.

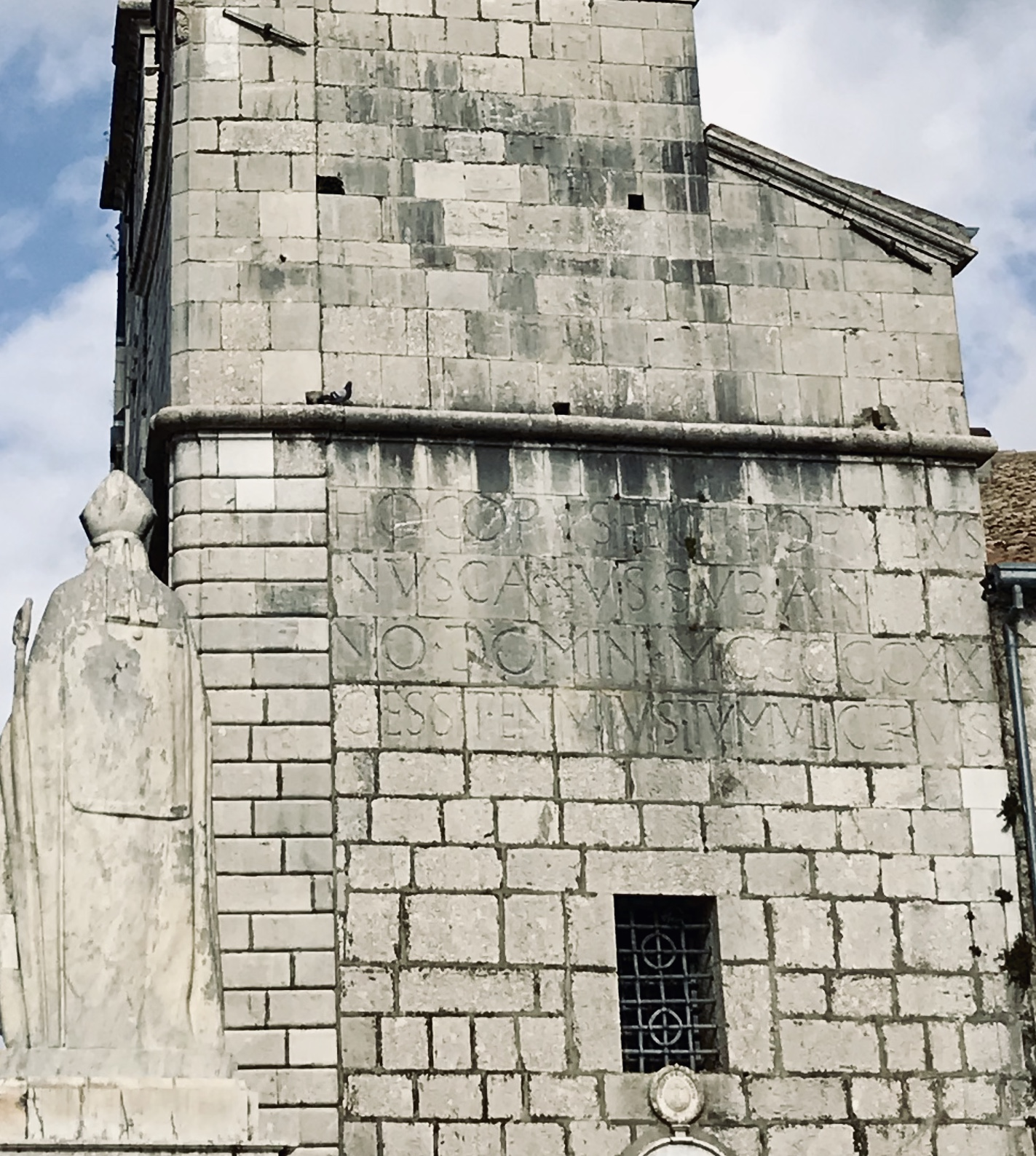
Epigrafe commemorativa dell'edificazione della facciata della Cattedrale e della rinuncia del Clero allo jus tumuli.

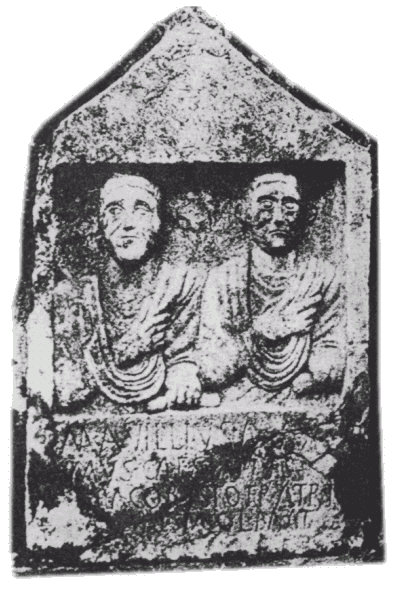
Edicola funeraria

Questo accordo è ricordato da un'epigrafe incisa nel 1521 sulle pietre del lato sud della Cattedrale. 

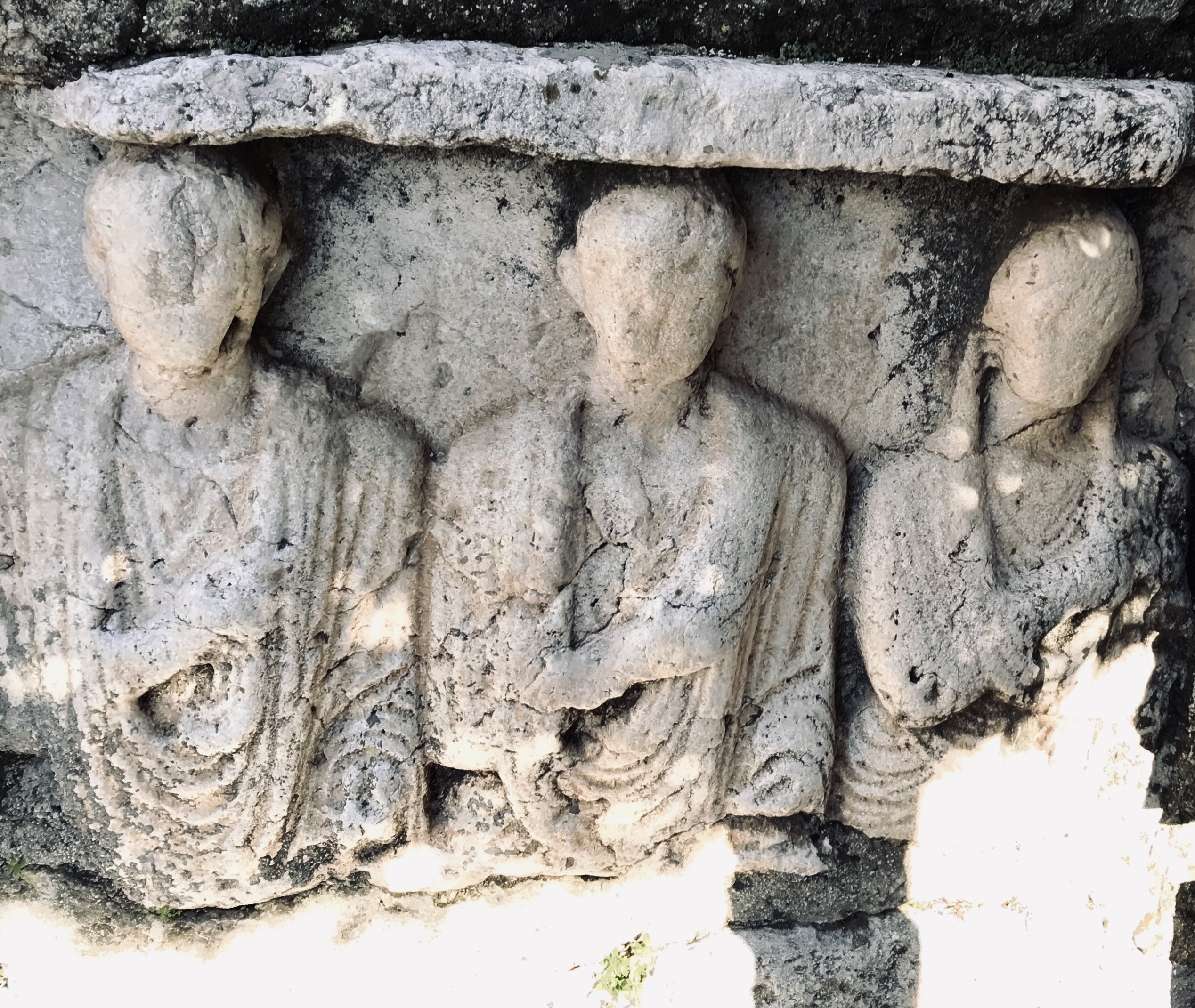
Edicola Funeraria che chiude l'accesso al cimitero nei sotterranei della Cattedrale

Sul lato nord sorge oggi la torre dell'orologio edificata nel 1891; a fianco all'ingresso vi è il Campanile (alto 33 m). L'antico portale (1548), di stile rinascimentale e finemente lavorato, fu tolto nel 1886 per essere adattato sulla facciata della chiesa di S. Antonio fuori le mura. L'interno della Cattedrale, a tre navate con cappelle laterali e presbiterio e coro sopraelevati, fu spesso riattato; il suo aspetto attuale, comunque, è tipicamente settecentesco.

#### Monumento della Santa Croce
All'ingresso del paese si ammira il bel monumento della Santa Croce (1619) in pietra locale, unico nel suo genere, per le varie raffigurazioni scolpite sulle sue varie parti. Esso consiste in una croce, su colonna monolitica scanalata sostenuta da quattro leoncini, e di un plinto con gli angoli in rilievo e le facce istoriate. E, simbolo della fede dei nuscani verso il loro patrono, il monumento a sant'Amato è situato nella piazza centrale del paese (1893).

#### Abbazia di Santa Maria di Fontigliano
La chiesa di Santa Maria di Fontigliano è una chiesa che risale almeno al VI secolo d.C ed è probabilmente un antico fortilizio romano.
La struttura originaria fu più volte danneggiata, prima nell’884 dai Longobardi e successivamente, nel 936, dai Saraceni; dopo un violento terremoto fu abbandonata, per poi essere rioccupata dall’Ordine di San Benedetto e affidata ad Amato, che in parte la restaurò. Dopo essere stata affidata ai monaci Benedettini da Amato nel 1104, il fabbricato fu abbellito con un portale in travertino. Non si hanno documentazioni certe sulle persone a cui la struttura fu successivamente affidata, ma si sa con certezza che fu affidata ai non meglio noti abati Landolfo, Matteo (nel 1318) e Angelo (nel 1460). Nel 1842, la facciata fu restaurata con la bifora in stile Gotico, mentre il resto dell’edificio venne rinsaldato nel 1950. Non molto distante dalla chiesa, ai piedi del monte, fu data sistemazione alla pubblica fontana che prese il nome di Civita. 
Nella chiesa, fin dal periodo precedente al restauro viene adorata la Madonna di Fontigliano, della quale la struttura accoglie tuttora una statua in legno che la raffigura seduta mentre tiene nel braccio sinistro il Bambino. La chiesa deve il suo nome anche alla località nella quale è situata.

#### Altri edifici di culto

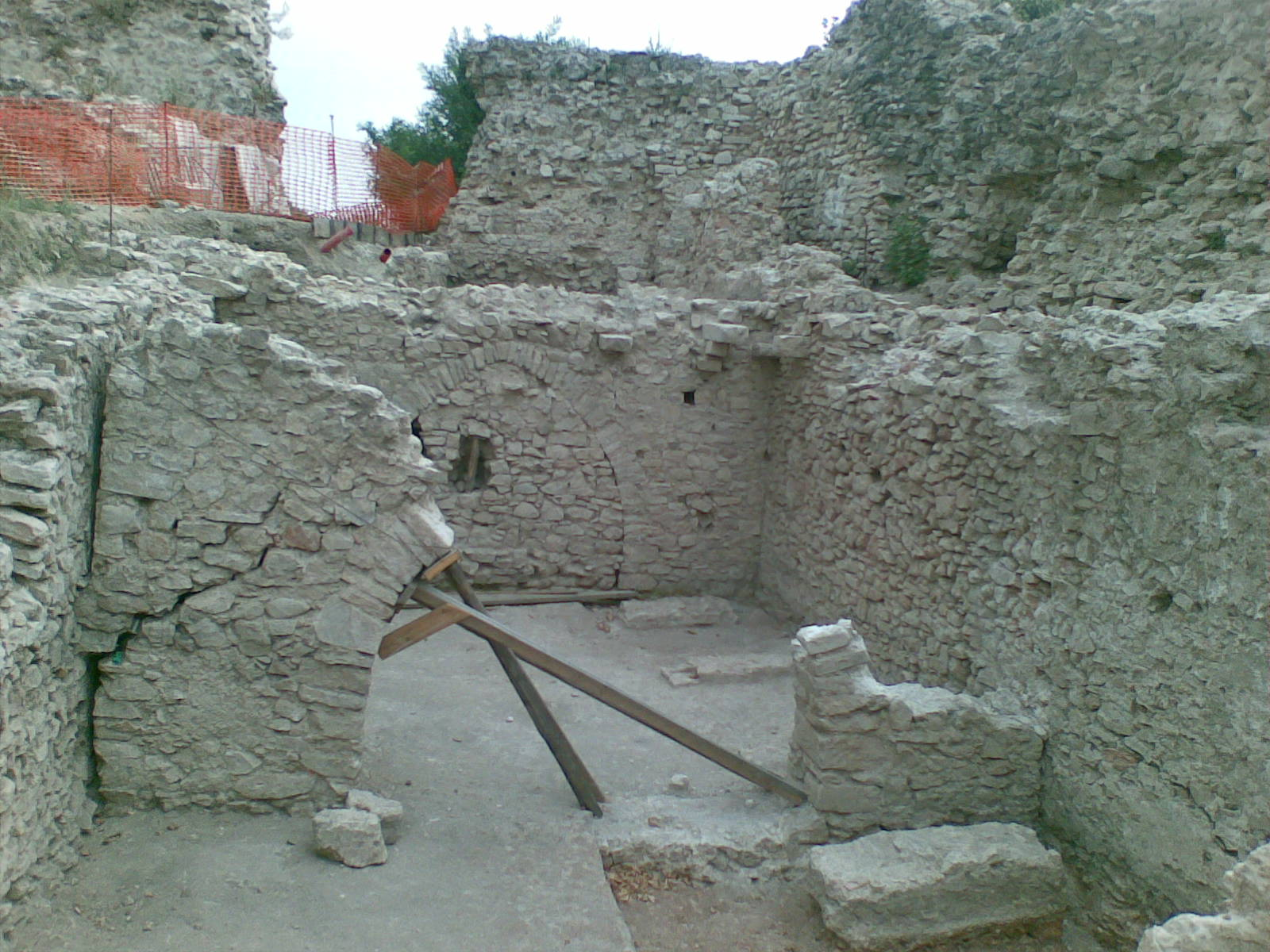
Scavi archeologici castello longobardo

Fino al momento del sisma del 1980, oltre alla Cattedrale e ad una cappella privata, già della Famiglia della Saponara, erano ben cinque le chiese di Nusco nel solo centro urbano: la SS. Trinità, le cui strutture originarie rimontano alla fine del sec. XIV; e nel cui interno si possono ammirare due pregevoli affreschi dei quali uno tardo medioevale raffigurante, tra l'altro, un Cristo benedicente e una Annunciazione, l'altro, forse del sec. XVIII, rappresentante un'originale Deposizione con i santi Cosma e Damiano. In origine, la chiesa aveva il ruolo di cattedrale ma fu successivamente consacrata a parrocchia nel 1605 sotto il nome di S. Maria Zita; solo nel ‘700, in seguito alla ricostruzione effettuata dopo il sisma avvenuto alla fine del 600, assunse il nome che detiene ancora oggi. Nel 1964 fu ritrovato un dipinto posto dietro l’altare barocco. La tela raffigura la Vergine e il Cristo circondati da angeli oranti e santi; il braccio sinistro del Cristo regge il cartiglio con il passo evangelico che cita: Ego sum lux mundi: qui sequitur me non ambulat in tenebris. Il dipinto presenta una disorganicità fra le due zone che lo compongono dovuta probabilmente ad un rimaneggiamento,  ragion per cui non è possibile stabilire con certezza l’anno in cui è stato realizzata quest’opera. Tra le altre chiese, ricordiamo la Santa Maria Vetere, una delle parrocchie più antiche; San Giuseppe (1757), con la facciata tardo-barocca e un notevole altare di marmo intarsiato; San Rocco, con una facciata di stile neoclassico (oggi sconsacrata e sede dell'associazione "La Misericordia"); San Giovanni Evangelista, l'unica chiesa rimasta distrutta dal sisma. Nei pressi del castello di Nusco e non lontano dalla chiesa della Santissima Trinità, si trova la chiesa di Sant'Antonio risalente al XVII secolo. L'edificio religioso si caratterizza per il bel portale in travertino ornato in stile rinascimentale, che copre gran parte della facciata. Tale portale, noto come Portale del Cavalcante, nel 1548 ornava la facciata della Cattedrale. All'interno, si può ammirare una statua del Santo attribuita a G. Colombo e risalente forse alla fine del XVII secolo. Un'opera di particolare rilievo, infine, era la tela della Madonna col Bambino, della prima metà dei Seicento, che si venerava nella chiesa della Madonna delle Grazie, alla periferia del nucleo urbano e che è stata rubata anni or sono e sino ad ora non ritrovata.

### Architetture militari
Il castello di Nusco, antico e glorioso maniero di epoca longobarda, fu costruito intorno al IX secolo. Dopo alterne vicende, tra le sue mura trovarono rifugio Guglielmo, ultimo duca di Puglia, e il re Manfredi, fu feudo dei De Aquino, Giamvilla, De Aczia, Caracciolo, Imperiale. L'adesione alla Repubblica Partenopea di Giulio Imperiale II, signore del castello, costò cara alla città. La restaurazione sanfedista (1799-1806) portò paura, scompiglio e morte.
A Nusco, come scrive Giuseppe Passaro (Nusco, città dell'Irpinia, Tip. Napoletana 1974, p. 252), «Prima che vi arrivassero i soldati del Cardinale Ruffo scomparvero, dalle sale del castello, mobili, arazzi, specchiere, candelabri, armi, armature e furono svuotati i depositi di vettovaglie. Una volta saccheggiato fu poi dato alle fiamme.» Nel 1908 le mura perimetrali raggiungevano ancora l'altezza primitiva.
L'interno del perimetro del castello ad oggi è oggetto di scavi archeologici che stanno riportando alla luce camere ed archi in pietra locale la cui esistenza era sino ad oggi soltanto supposta.

## Società

### Evoluzione demografica
Abitanti censiti

### Etnie e minoranze straniere
Al 31 dicembre 2017 a Nusco risultano residenti 76 cittadini stranieri. La nazionalità più rappresentata è quella rumena con 30 persone.

## Cultura

### Cucina
Nusco, come l'Irpinia, è anche terra di ottimi piatti, poveri ma eccellenti al palato. Volendone citare alcuni: baccalà alla purtucaregna, paste fatte in casa come cicalucculi (gnocchetti), nucchitelli (farfalle), fusilli a ferretto, maccaronara e ravioli, patane e cucuzzielli, vraciole ri cotuca, puzzientu (cotechino), gattò di patate, zerpole (frittelle di baccalà), pizza chiena, pastiera, struffoli, zeppole di San Giuseppe, taralli di Pasqua, tracchie, patane e pupaini, pizza fritta, soppressata e ricordiamo che il territorio di Nusco fa anche parte della zona per la raccolta della castagna di Montella IGP.

## Infrastrutture e trasporti

### Strade
Il comune è interessato dalla strada statale 7 Via Appia, oltre che da diverse strade provinciali.

### Ferrovie
Il comune è servito dalla stazione di Nusco e da quella di Campo di Nusco, sulla ferrovia Avellino-Rocchetta Sant'Antonio, attive per soli treni storici e/o turistici.

### Mobilità urbana
Il comune è collegato ai centri limitrofi da autolinee di AIR Campania.

## Amministrazione
| Periodo          | Periodo        | Primo cittadino      | Partito                                         | Carica                    | Note   |
| ---------------- | -------------- | -------------------- | ----------------------------------------------- | ------------------------- | ------ |
| 27 novembre 1987 | 14 giugno 1990 | Carmine De Vito      | Democrazia Cristiana                            | Sindaco                   |        |
| 15 giugno 1990   | 23 aprile 1995 | Agostino Maiurano    | Democrazia Cristiana, Partito Popolare Italiano | Sindaco                   |        |
| 24 aprile 1995   | 13 giugno 1999 | Agostino Maiurano    | Partito Popolare Italiano                       | Sindaco                   |        |
| 14 giugno 1999   | 12 giugno 2004 | Agostino Maiurano    | Partito Popolare Italiano                       | Sindaco                   |        |
| 13 giugno 2004   | 8 aprile 2009  | Giuseppe Del Giudice | La Margherita                                   | Sindaco                   |        |
| 9 aprile 2009    | 7 giugno 2009  | Silvana Tizzano      |                                                 | commissario straordinario |        |
| 8 giugno 2009    | 25 maggio 2014 | Giuseppe De Mita     | Unione di Centro                                | Sindaco                   | [ 15 ] |
| 26 maggio 2014   | 27 maggio 2019 | Ciriaco De Mita      | Unione di Centro, L'Italia è Popolare           | Sindaco                   |        |
| 27 maggio 2019   | 26 maggio 2022 | Ciriaco De Mita      | L'Italia è Popolare                             | Sindaco                   | [ 16 ] |
| 26 maggio 2022   | 15 maggio 2023 | Walter Vigilante     | L'Italia è Popolare                             | Vicesindaco f.f.          |        |
| 15 maggio 2023   | in carica      | Antonio Iuliano      | lista civica                                    | Sindaco                   |        |

Fonte: Ministero dell'Interno.

### Gemellaggi
Tricarico, dal 2006

### Altre informazioni amministrative
Il comune fa parte della Comunità montana Terminio Cervialto.